# Carlos Anselmo Mejía
Carlos Anselmo Mejía del Cid (13 novembre 1991) è un calciatore guatemalteco, difensore del Comunicaciones.

## Statistiche

### Cronologia presenze e reti in nazionale
| Cronologia completa delle presenze e delle reti in nazionale ― Guatemala | Cronologia completa delle presenze e delle reti in nazionale ― Guatemala | Cronologia completa delle presenze e delle reti in nazionale ― Guatemala | Cronologia completa delle presenze e delle reti in nazionale ― Guatemala | Cronologia completa delle presenze e delle reti in nazionale ― Guatemala | Cronologia completa delle presenze e delle reti in nazionale ― Guatemala | Cronologia completa delle presenze e delle reti in nazionale ― Guatemala | Cronologia completa delle presenze e delle reti in nazionale ― Guatemala |
| Data                                                                     | Città                                                                    | In casa                                                                  | Risultato                                                                | Ospiti                                                                   | Competizione                                                             | Reti                                                                     | Note                                                                     |
| ------------------------------------------------------------------------ | ------------------------------------------------------------------------ | ------------------------------------------------------------------------ | ------------------------------------------------------------------------ | ------------------------------------------------------------------------ | ------------------------------------------------------------------------ | ------------------------------------------------------------------------ | ------------------------------------------------------------------------ |
| 14-8-2014                                                                | Antigua Guatemala                                                        | Guatemala                                                                | 3 – 0                                                                    | Nicaragua                                                                | Amichevole                                                               | -                                                                        |                                                                          |
| 23-8-2014                                                                | Città del Guatemala                                                      | Guatemala                                                                | 1 – 0                                                                    | Cuba                                                                     | Amichevole                                                               | -                                                                        | 83’                                                                      |
| 8-9-2014                                                                 | Dallas                                                                   | Guatemala                                                                | 2 – 1                                                                    | Belize                                                                   | Amichevole                                                               | -                                                                        | 59’                                                                      |
| 15-10-2014                                                               | Lima                                                                     | Perù                                                                     | 1 – 0                                                                    | Guatemala                                                                | Amichevole                                                               | -                                                                        | 57’                                                                      |
| 27-3-2015                                                                | Fort Lauderdale                                                          | Canada                                                                   | 1 – 0                                                                    | Guatemala                                                                | Amichevole                                                               | -                                                                        | 70’                                                                      |
| 1-4-2015                                                                 | Carson                                                                   | Guatemala                                                                | 0 – 0                                                                    | El Salvador                                                              | Amichevole                                                               | -                                                                        | 66’                                                                      |
| 31-5-2015                                                                | Tuxtla Gutiérrez                                                         | Messico                                                                  | 3 – 0                                                                    | Guatemala                                                                | Amichevole                                                               | -                                                                        | 45’                                                                      |
| 7-6-2015                                                                 | Montevideo                                                               | Uruguay                                                                  | 5 – 1                                                                    | Guatemala                                                                | Amichevole                                                               | -                                                                        | 45’                                                                      |
| 13-6-2015                                                                | Città del Guatemala                                                      | Guatemala                                                                | 0 – 0                                                                    | Bermuda                                                                  | Qual. Mondiali 2018                                                      | -                                                                        | 68’                                                                      |
| 16-6-2015                                                                | Hamilton                                                                 | Bermuda                                                                  | 0 – 1                                                                    | Guatemala                                                                | Qual. Mondiali 2018                                                      | -                                                                        | 74’                                                                      |
| 4-7-2015                                                                 | Nashville                                                                | Stati Uniti                                                              | 4 – 0                                                                    | Guatemala                                                                | Amichevole                                                               | -                                                                        | 84’                                                                      |
| 10-7-2015                                                                | Chicago                                                                  | Trinidad e Tobago                                                        | 3 – 1                                                                    | Guatemala                                                                | Gold Cup 2015 - 1º Turno                                                 | -                                                                        | 45’                                                                      |
| 16-7-2015                                                                | Charlotte                                                                | Cuba                                                                     | 1 – 0                                                                    | Guatemala                                                                | Gold Cup 2015 - 1º Turno                                                 | -                                                                        |                                                                          |
| 5-9-2015                                                                 | North Sound                                                              | Antigua e Barbuda                                                        | 1 – 0                                                                    | Guatemala                                                                | Qual. Mondiali 2018                                                      | -                                                                        | 65’                                                                      |
| 9-9-2015                                                                 | Città del Guatemala                                                      | Guatemala                                                                | 2 – 0                                                                    | Antigua e Barbuda                                                        | Qual. Mondiali 2018                                                      | -                                                                        | 45’                                                                      |
| 14-10-2015                                                               | Los Angeles                                                              | Guatemala                                                                | 1 – 1                                                                    | El Salvador                                                              | Amichevole                                                               | -                                                                        |                                                                          |
| 14-11-2015                                                               | Città del Guatemala                                                      | Guatemala                                                                | 1 – 2                                                                    | Trinidad e Tobago                                                        | Qual. Mondiali 2018                                                      | 1                                                                        | 54’                                                                      |
| 17-11-2015                                                               | Kingstown                                                                | Saint Vincent e Grenadine                                                | 0 – 4                                                                    | Guatemala                                                                | Qual. Mondiali 2018                                                      | -                                                                        |                                                                          |
| 11-8-2018                                                                | Panama                                                                   | Panama                                                                   | 0 – 0                                                                    | Guatemala                                                                | Amichevole                                                               | -                                                                        |                                                                          |
| 7-9-2016                                                                 | Città del Guatemala                                                      | Guatemala                                                                | 9 – 3                                                                    | Saint Vincent e Grenadine                                                | Qual. Mondiali 2018                                                      | -                                                                        | 45’                                                                      |
| 15-11-2018                                                               | Netanya                                                                  | Israele                                                                  | 7 – 0                                                                    | Guatemala                                                                | Amichevole                                                               | -                                                                        | 45’                                                                      |
| 8-9-2021                                                                 | Antigua Guatemala                                                        | Guatemala                                                                | 2 – 2                                                                    | Nicaragua                                                                | Amichevole                                                               | 1                                                                        | 84’                                                                      |
| 25-3-2022                                                                | Antigua Guatemala                                                        | Guatemala                                                                | 1 – 0                                                                    | Cuba                                                                     | Amichevole                                                               | 1                                                                        | 67’                                                                      |
| 27-3-2022                                                                | Fort Lauderdale                                                          | Guatemala                                                                | 2 – 1                                                                    | Haiti                                                                    | Amichevole                                                               | 1                                                                        | 74’                                                                      |
| 25-4-2022                                                                | San Jose                                                                 | El Salvador                                                              | 0 – 4                                                                    | Guatemala                                                                | Amichevole                                                               | -                                                                        | 58’                                                                      |
| 28-4-2022                                                                | Orlando                                                                  | Messico                                                                  | 0 – 3                                                                    | Guatemala                                                                | Amichevole                                                               | -                                                                        | 73’                                                                      |
| 3-6-2022                                                                 | Caienna                                                                  | Guyana francese                                                          | 2 – 0                                                                    | Guatemala                                                                | CONCACAF Nations League 2022-2023 - 1º Turno                             | -                                                                        |                                                                          |
| 5-6-2022                                                                 | Città del Guatemala                                                      | Guatemala                                                                | 2 – 0                                                                    | Belize                                                                   | CONCACAF Nations League 2022-2023 - 1º Turno                             | 1                                                                        |                                                                          |
| 11-6-2022                                                                | Santo Domingo                                                            | Rep. Dominicana                                                          | 1 – 1                                                                    | Guatemala                                                                | CONCACAF Nations League 2022-2023 - 1º Turno                             | -                                                                        | 80’                                                                      |
| 14-6-2022                                                                | Città del Guatemala                                                      | Guatemala                                                                | 2 – 0                                                                    | Rep. Dominicana                                                          | CONCACAF Nations League 2022-2023 - 1º Turno                             | -                                                                        | 39’ 73’                                                                  |
| 25-9-2022                                                                | Harrison                                                                 | Colombia                                                                 | 4 – 1                                                                    | Guatemala                                                                | Amichevole                                                               | -                                                                        | 85’                                                                      |
| 27-9-2022                                                                | Houston                                                                  | Honduras                                                                 | 2 – 1                                                                    | Guatemala                                                                | Amichevole                                                               | -                                                                        | 64’                                                                      |
| 20-11-2022                                                               | Carson                                                                   | Guatemala                                                                | 3 – 1                                                                    | Nicaragua                                                                | Amichevole                                                               | -                                                                        | 76’                                                                      |
| 13-3-2023                                                                | San Jose                                                                 | Guatemala                                                                | 1 – 1                                                                    | Panama                                                                   | Amichevole                                                               | -                                                                        | 24’                                                                      |
| 25-3-2023                                                                | Belmopan                                                                 | Belize                                                                   | 1 – 2                                                                    | Guatemala                                                                | CONCACAF Nations League 2022-2023 - 1º Turno                             | -                                                                        | 35’ 70’                                                                  |
| 8-6-2023                                                                 | Mazatlán                                                                 | Messico                                                                  | 2 – 0                                                                    | Guatemala                                                                | Amichevole                                                               | -                                                                        | 76’                                                                      |
| 11-6-2023                                                                | Chester                                                                  | Guatemala                                                                | 0 – 1                                                                    | Trinidad e Tobago                                                        | Amichevole                                                               | -                                                                        | 67’                                                                      |
| 16-6-2023                                                                | Carson                                                                   | Costa Rica                                                               | 0 – 1                                                                    | Guatemala                                                                | Amichevole                                                               | 1                                                                        | 64’                                                                      |
| 18-6-2023                                                                | East Hartford                                                            | Guatemala                                                                | 0 – 1                                                                    | Venezuela                                                                | Amichevole                                                               | -                                                                        | 45’                                                                      |
| 27-6-2023                                                                | Fort Lauderdale                                                          | Guatemala                                                                | 1 – 0                                                                    | Cuba                                                                     | Gold Cup 2023 - 1º Turno                                                 | -                                                                        | 71’                                                                      |
| 1-7-2023                                                                 | Houston                                                                  | Guatemala                                                                | 0 – 0                                                                    | Canada                                                                   | Gold Cup 2023 - 1º Turno                                                 | -                                                                        | 16’ 66’                                                                  |
| 4-7-2023                                                                 | Harrison                                                                 | Guadalupa                                                                | 2 – 3                                                                    | Guatemala                                                                | Gold Cup 2023 - 1º Turno                                                 | 1                                                                        | 68’                                                                      |
| 9-7-2023                                                                 | Cincinnati                                                               | Guatemala                                                                | 0 – 1                                                                    | Giamaica                                                                 | Gold Cup 2023 - Quarti di finale                                         | -                                                                        | 82’                                                                      |
| 7-9-2023                                                                 | Città del Guatemala                                                      | Guatemala                                                                | 2 – 0                                                                    | El Salvador                                                              | CONCACAF Nations League 2023-2024 - 1º turno                             | 1                                                                        | 64’ 71’                                                                  |
| 10-9-2023                                                                | Città del Guatemala                                                      | Guatemala                                                                | 1 – 1                                                                    | Panama                                                                   | CONCACAF Nations League 2023-2024 - 1º turno                             | -                                                                        | 37’ 68’                                                                  |
| 17-10-2023                                                               | Panama                                                                   | Panama                                                                   | 3 – 0                                                                    | Guatemala                                                                | CONCACAF Nations League 2023-2024 - 1º turno                             | -                                                                        | 50’                                                                      |
| 21-3-2024                                                                | Harrison                                                                 | Ecuador                                                                  | 2 – 0                                                                    | Guatemala                                                                | Amichevole                                                               | -                                                                        | 60’                                                                      |
| 24-3-2024                                                                | Houston                                                                  | Guatemala                                                                | 0 – 0                                                                    | Venezuela                                                                | Amichevole                                                               | -                                                                        | 61’                                                                      |
| 27-5-2024                                                                | San Jose                                                                 | Guatemala                                                                | 1 – 1                                                                    | Nicaragua                                                                | Amichevole                                                               | -                                                                        | 61’                                                                      |
| 5-6-2024                                                                 | Città del Guatemala                                                      | Guatemala                                                                | 6 – 0                                                                    | Dominica                                                                 | Qual. Mondiali 2026                                                      | -                                                                        | 66’                                                                      |
| 8-6-2024                                                                 | Road Town                                                                | Isole Vergini Britanniche                                                | 0 – 3                                                                    | Guatemala                                                                | Qual. Mondiali 2026                                                      | -                                                                        | 60’                                                                      |
| 14-6-2024                                                                | Landover                                                                 | Argentina                                                                | 4 – 1                                                                    | Guatemala                                                                | Amichevole                                                               | -                                                                        | 75’                                                                      |
| 1-9-2024                                                                 | Fort Lauderdale                                                          | Uruguay                                                                  | 1 – 1                                                                    | Guatemala                                                                | Amichevole                                                               | -                                                                        | 46’                                                                      |
| Totale                                                                   |                                                                          | Presenze                                                                 | 53                                                                       |                                                                          | Reti                                                                     | 8                                                                        |                                                                          |

### Cronologia presenze e reti in nazionale - partite non riconosciute dalla FIFA
| Cronologia completa delle presenze e delle reti in nazionale ― Guatemala | Cronologia completa delle presenze e delle reti in nazionale ― Guatemala | Cronologia completa delle presenze e delle reti in nazionale ― Guatemala | Cronologia completa delle presenze e delle reti in nazionale ― Guatemala | Cronologia completa delle presenze e delle reti in nazionale ― Guatemala | Cronologia completa delle presenze e delle reti in nazionale ― Guatemala | Cronologia completa delle presenze e delle reti in nazionale ― Guatemala | Cronologia completa delle presenze e delle reti in nazionale ― Guatemala |
| Data                                                                     | Città                                                                    | In casa                                                                  | Risultato                                                                | Ospiti                                                                   | Competizione                                                             | Reti                                                                     | Note                                                                     |
| ------------------------------------------------------------------------ | ------------------------------------------------------------------------ | ------------------------------------------------------------------------ | ------------------------------------------------------------------------ | ------------------------------------------------------------------------ | ------------------------------------------------------------------------ | ------------------------------------------------------------------------ | ------------------------------------------------------------------------ |
| 23-10-2022                                                               | Malaga                                                                   | Qatar                                                                    | 2 – 0                                                                    | Guatemala                                                                | Amichevole                                                               | -                                                                        |                                                                          |
| Totale                                                                   |                                                                          | Presenze                                                                 | 1                                                                        |                                                                          | Reti                                                                     | 0                                                                        |                                                                          |